# Wesoła (województwo małopolskie)
Wesoła – wieś w Polsce położona w województwie małopolskim, w powiecie krakowskim, w gminie Słomniki, przy drodze DK7.
W latach 1975–1998 miejscowość należała administracyjnie do województwa krakowskiego.
Integralna część: Słowik.